# جایزه بزرگ فرانسه ۱۹۵۳
جایزه بزرگ فرانسه ۱۹۵۳ (انگلیسی: ‎1953 French Grand Prix‎) یک مسابقهٔ موتوری در رشتهٔ اتومبیل‌رانی فرمول یک بود که در تاریخ ۵ ژوئیه ۱۹۵۳ در پیست رنس واقع در رنس، فرانسه برگزار شد. این گراند پری در میان ۹ گراند پری در فصل ۱۹۵۳، مسابقهٔ شمارهٔ ۵ بود.
در این مسابقه که در ۶۰ دور و به مسافت ۵۰۰٫۸۲۰ کیلومتر (۳۱۱٫۱۹۵ مایل) برگزار شد، پول پوزیشن توسط آلبرتو اسکاری کسب شد و سریع‌ترین زمان برای طی یک دور پیست که برابر با ۲:۴۱٫۰ بود نیز توسط خوان مانوئل فانخیو به ثبت رسید.
مایک هاثورن از تیم فراری، خوان مانوئل فانخیو از تیم مازراتی و خوزه فریلان گونزالز از تیم مازراتی به‌ترتیب مقام‌های اول تا سوم مسابقه را کسب کردند.

## رده‌بندی قهرمانی پس از مسابقه
| رده‌بندی قهرمانی رانندگان \| \| جایگاه \| راننده \| امتیاز \| \| -------- \| ------ \| ------------------- \| ------ \| \| \| ۱ \| آلبرتو اسکاری \| ۲۸ \| \| ۵ \| ۲ \| مایک هاثورن \| ۱۴ \| \| ۱ \| ۳ \| لوییجی ویلورزی \| ۱۳ \| \| \| ۴ \| خوزه فریلان گونزالز \| ۱۱ \| \| ۲ \| ۵ \| بیل ووکوویچ \| ۹ \| \| منبع:[۱] \| \| \| \| |        |                     |        |
| | جایگاه | راننده              | امتیاز |
| | ۱      | آلبرتو اسکاری       | ۲۸     |
| ۵ | ۲      | مایک هاثورن         | ۱۴     |
| ۱ | ۳      | لوییجی ویلورزی      | ۱۳     |
| | ۴      | خوزه فریلان گونزالز | ۱۱     |
| ۲ | ۵      | بیل ووکوویچ         | ۹      |
| منبع: |        |                     |        |

یادداشت
- تنها پنج جایگاه نخست از هر رده‌بندی نمایش داده شده‌است.